# MTV Movie Awards 1993
| MTV Movie Awards 1993              | MTV Movie Awards 1993                    |
| ---------------------------------- | ---------------------------------------- |
| Datum                              | 13 juli 1993                             |
| Plats                              | Walt Disney Studios Burbank, Kalifornien |
| Värd                               | Eddie Murphy                             |
| ← 1992 · MTV Movie Awards · 1994 → |                                          |

MTV Movie Awards 1993 hölls den 13 juli 1993.

## Vinnare och nominerade
Vinnarna listas i fetstil.
| Bästa film | Bästa film |
| --- | --- |
| - På heder och samvete - Aladdin - Basic Instinct - Bodyguard - Malcolm X | |
| Bästa manliga prestation | Bästa kvinnliga prestation |
| - Denzel Washington − Malcolm X - Kevin Costner − Bodyguard - Tom Cruise − På heder och samvete - Michael Douglas − Basic Instinct - Jack Nicholson − På heder och samvete | - Sharon Stone − Basic Instinct - Geena Davis − Tjejligan - Whoopi Goldberg − En värsting till syster - Whitney Houston − Bodyguard - Demi Moore − På heder och samvete                                                                                                   |
| Mest åtråvärda man | Mest åtråvärda kvinna |
| - Christian Slater − Hans vilda hjärta - Kevin Costner − Bodyguard - Tom Cruise − På heder och samvete - Mel Gibson − Dödligt vapen 3 - Jean-Claude Van Damme − Nowhere to Run | - Sharon Stone − Basic Instinct - Kim Basinger − Cool World - Halle Berry − Boomerang - Madonna − Älska till döds - Michelle Pfeiffer − Batman - Återkomsten |
| Bästa genombrott | Bästa filmpar |
| - Marisa Tomei − Min kusin Vinny - Halle Berry − Boomerang - Whitney Houston − Bodyguard - Kathy Najimy − En värsting till syster - Rosie O'Donnell − Tjejligan | - Mel Gibson och Danny Glover − Dödligt vapen 3 - Michael Douglas och Sharon Stone − Basic Instinct - Kevin Costner och Whitney Houston − Bodyguard - Tom Cruise och Nicole Kidman − Drömmarnas horisont - Woody Harrelson och Wesley Snipes − White Men Can't Jump       |
| Bästa skurk | Bästa komiska prestation |
| - Jennifer Jason Leigh − Ensam ung kvinna söker - Danny DeVito − Batman - Återkomsten - Ray Liotta − Förbjudet begär - Jack Nicholson − På heder och samvete - Sharon Stone − Basic Instinct                                                                                       | - Robin Williams − Aladdin - Whoopi Goldberg − En värsting till syster - Eddie Murphy − Boomerang - Bill Murray − Måndag hela veckan - Joe Pesci − Min kusin Vinny |
| Bästa låt i en film | Bästa kyss |
| - "I Will Always Love You" av Whitney Houston − Bodyguard - "End of the Road" av Boyz II Men − Boomerang - "It's Probably Me" av Eric Clapton och Sting − Dödligt vapen 3 - "A Whole New World" av Regina Belle och Peabo Bryson − Aladdin - "Would?" av Alice in Chains − Singles | - Christian Slater och Marisa Tomei − Hans vilda hjärta - Michael Keaton och Michelle Pfeiffer − Batman - Återkomsten - Gary Oldman och Winona Ryder − Bram Stoker's Dracula - Mel Gibson och Rene Russo − Dödligt vapen 3 - Pauline Brailsford och Tom Hanks − Tjejligan |
| Bästa actionscen | |
| - Dödligt vapen 3 − För Mel Gibsons motorcykelkrasch - Alien³ − För aliens jakt genom en tunnel - Alive − För flygolyckan - Drömmarnas horisont − För Oklahoma land loppet - Under belägring − För helikopter explosionen                                                          | |

### Bästa nya filmskapare
- Carl Franklin − One False Move

### Pris för livsgärning
- The Three Stooges